# Collazos de Boedo
Collazos de Boedo ist ein Ort und eine nordspanische Gemeinde (municipio) mit 99 Einwohnern (Stand: 2024) in der Provinz Palencia der Autonomen Gemeinschaft Kastilien-León. Neben dem Hauptort Páramo de Boedo besteht die Gemeinde aus dem Weilern Oteros de Boedo.

## Lage und Klima
Collazos de Boedo liegt in der altkastilischen Meseta in einer Höhe von ca. 930 m. Die Provinzhauptstadt Palencia befindet sich gut 55 km (Fahrtstrecke) südlich. Das Klima im Winter ist kühl, im Sommer dagegen trotz der Höhenlage gemäßigt bis warm; Niederschläge (ca. 618 mm/Jahr) fallen überwiegend im Winterhalbjahr.

## Bevölkerungsentwicklung
| Jahr      | 1970 | 1981 | 1991 | 2001 | 2011 | 2021 |
| Einwohner | 301  | 200  | 186  | 152  | 129  | 102  |

## Sehenswürdigkeiten
- Luzienkirche in Collazos de Boedo
- Johanniskirche in Oteros de Boedo

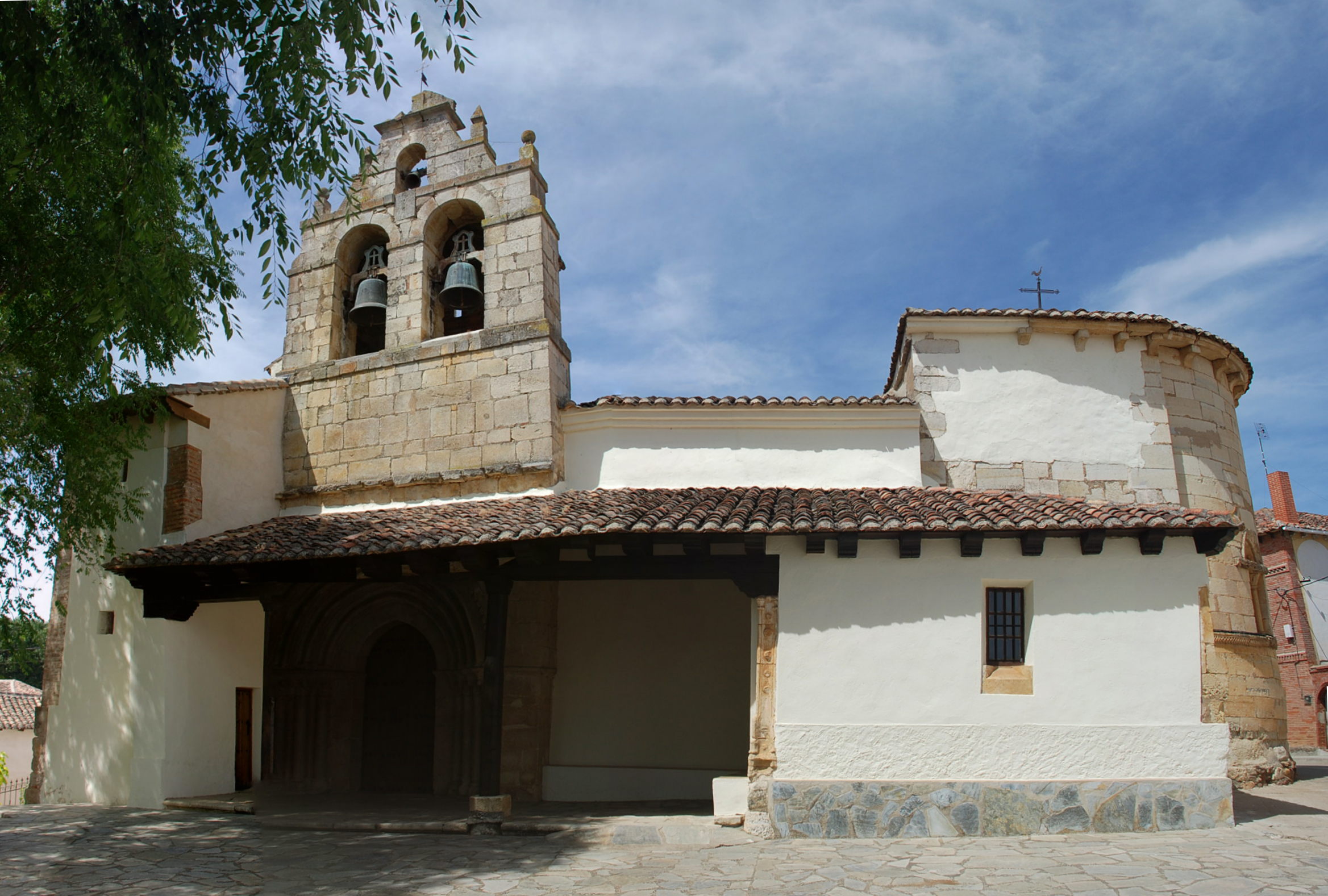
Luzienkirche
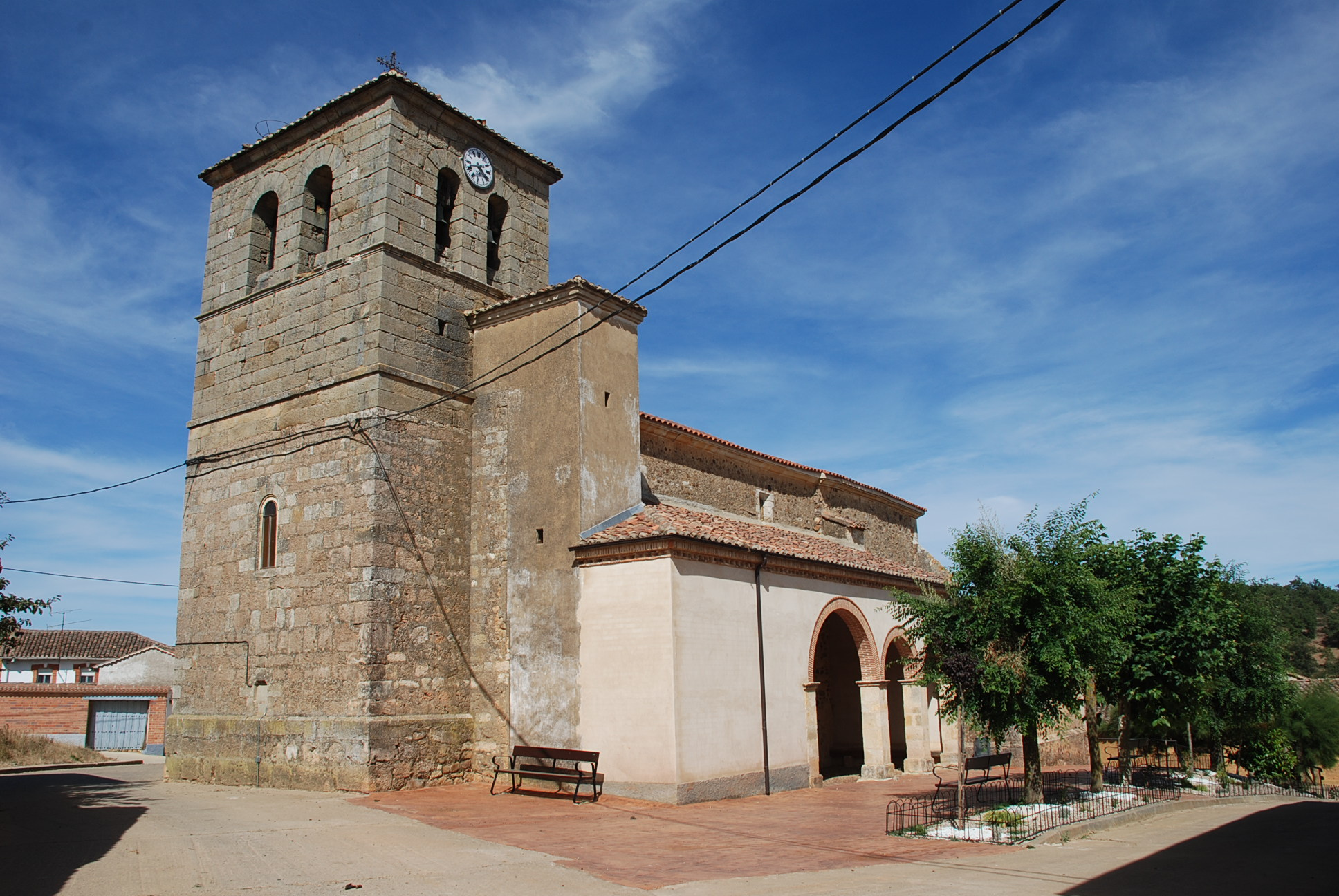
Johanniskirche
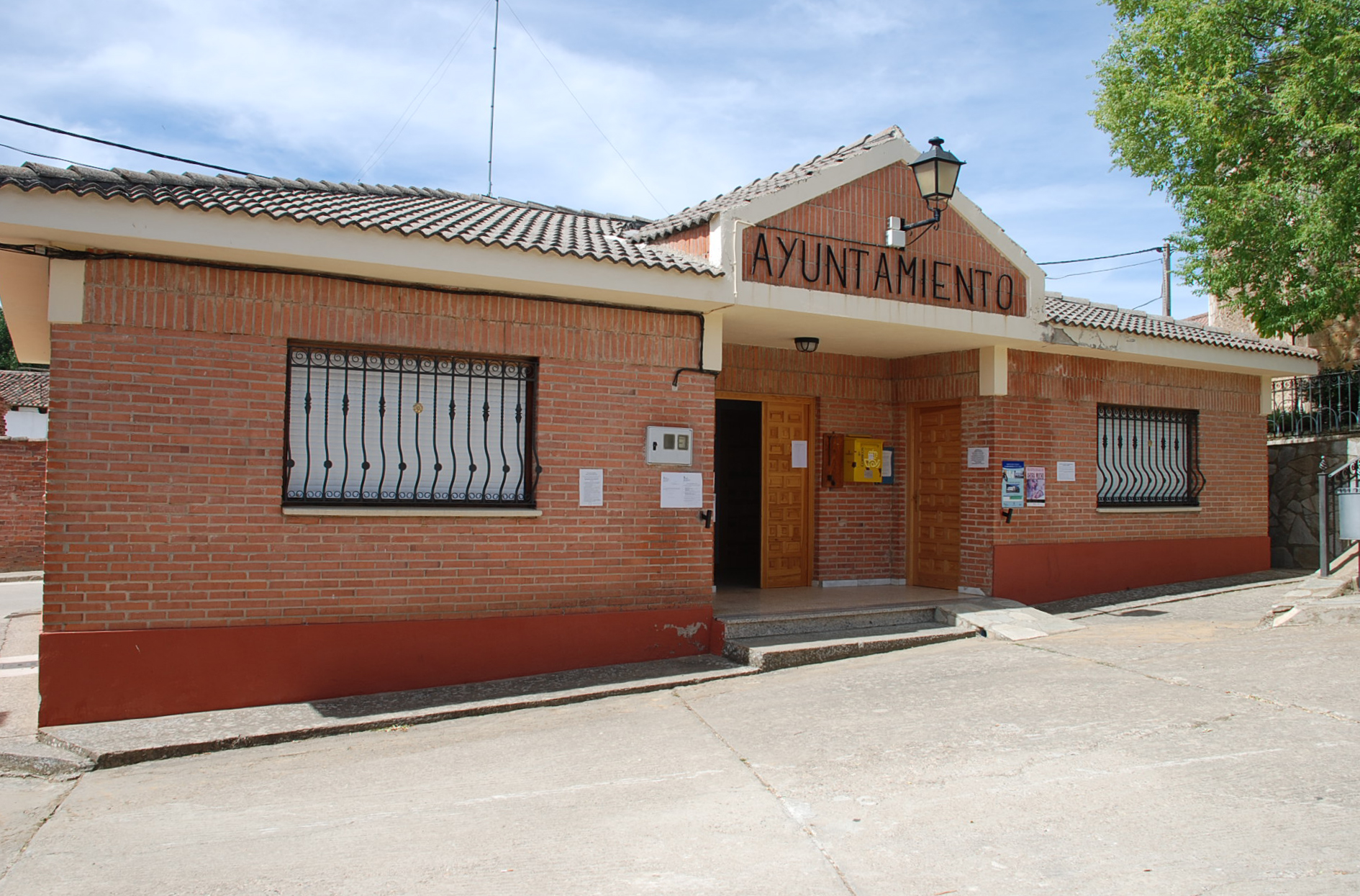
Rathaus